# ربلم فيريلي
الربلم الفيريلي أو جذري الغمد الفيريلي (الاسم العلمي: Rhopilema verrilli) هو نوع من الحيوانات يتبع جنس الربلم من فصيلة جذرية الفم.